# Atal II.
Atal II. Filadelf (grčki: Attalos II Philadelphos, Ἄτταλος Β' ὁ Φιλάδελφος, što doslovno znači "Atal Bratoljub", 220. pr. Kr. - 138. pr. Kr.) bio je kralj Pergama. Bio je drugi sin kralja Atala I. Soter i kraljice Apolonide.  Na prijestolje je stupio kao suvladar svog bolesnog starijeg brata Eumena II. godine 160. pr. Kr., a dvije godine kasnije, nakon Eumenove smrti, se oženio za bratovu udovicu Stratoniku (grčki: Στρατονίκη).
Prije dolaska na prijestolje Atal se istakao kao sposoban vojskovođa. Za vrijeme rimsko-sirijskog rata je odbio seleukidsku invaziju 190. pr. Kr., a potom je zajedno s rimljanima vodio uspješan pohod na Galatiju. Godine 182. pr. Kr. ponovno je uspješno ratovao protiv Seleukida, porazivši vojsku Farnaka I. od Ponta. Godine 171. pr. Kr. je pomagao rimskoj vojsci konzula Krasa (Publije Licinije Kras) u trećem makedonskom ratu.
Atal je često boravio u Rimu u diplomatskim misijama, te brzo stekao tamošnju naklonost. Kada su mu jednom Rimljani ponudili da svrgne svog brata, on je to odbio. Nakon dolaska na vlast, koristio se rimskom pomoću u sukobu s bitinijskim kraljem Prusijom (Prusija II. od Bitinije, 156-154. pr. Kr.). Rimljani su mu također pomagali kada je 150. pr. Kr. nastojao postaviti pretendenta Aleksandara Balasa na seleukidsko prijestolje. Također je pomogao i Nikomedu II. da dođe na bitinijsko prijestolje.
Zajedno sa svojim prijateljem Arijaratom V. od Kapadokije je proširio teritoriju svog kraljevstva. Za vrijeme vladavine je sagradio gradove Filadefija i Atalija. Bio je poznat kao pokrovitelj znanosti i umjetnosti, a u slobodno vrijeme je pronašao novu metodu izrade goblena. U starosti mu je pri upravljanju državom pomagao glavni ministar po imenu Filopemen.
Naslijedio ga je njegov nećak Atal III., sin kralja Eumena II. i Stratonike.